# Alcohol allyl
Alcohol allyl (danh pháp IUPAC: prop-2-en-1-ol) hay rượu allylic là một hợp chất hữu cơ. Nó là một chất lỏng không màu, hòa tan trong nước với mùi vị tương tự như etanol khi ở nồng độ thấp và tương tự như mùi hăng của mù tạc khi ở nồng độ cao.
Prop-2-en-1-ol là loại alcohol allylic đơn giản nhất. Alcohol allylic là những alcohol mà trong đó nguyên tử carbon gắn với nhóm hydroxy là một carbon allylic (nghĩa là có một liên kết đôi C=C kề nó).
Nói chung, hợp chất này có độc tính, dễ cháy và nguy hiểm. Rượu allyl được sử dụng làm thuốc trừ sâu và nguyên liệu thô cho sản xuất nhiều hợp chất hữu cơ khác.
2-Propen-1-ol có thể thu được bằng thủy phân propen chloride hay bằng oxy hóa propylen oxide với kali alum (KAl(SO4)2•12H2O) ở nhiệt độ cao hoặc bằng phương pháp khử nước của propan-1-ol hoặc bằng phản ứng của glycerol và acid formic. Rượu allyl là đại diện nhỏ nhất trong số các rượu gốc allyl. Các rượu allyl có thể điều chế bằng oxy hóa allyl của các hợp chất allyl, ví dụ bằng selen dioxide.